# Махновшчина
Махновшчина (укр. Махновщина) је назив за подручја на истоку данашње Украјине која су за време руског грађанског рата од 1918. године. до 1921. била под контролом анархиста, обично организована у совјете или радничко-сељачке комуне. Настала су у хаосу насталом Октобарском револуцијом и њемачком и аустро-угарском окупацијом на крају Првог светског рата, односно када је у деловима тадашње Украјине почео пружати отпор окупаторима и сателитском режиму Украјинске Државе, који је настојао да реквирира храну и жито за потребе Централних сила. Међу тим герилским формацијама се највише истакла Револуционарна Устаничка армија Украјине под водством анархиста Нестора Махна која је довољно ојачала да се под контролом анархиста нађе подручје где је живело око 7 милиона људи. Од 1919. је главни непријатељ анархиста био контрареволуционарни Бели покрет, па је Махновшчина ступила у савез са бољшевицима те им помогла нанети контрареволуционарима одлучујући пораз 1920. године којим је окончан руски грађански рат. Махновшчина је добила име по Махну и где се настојало да се у пракси спроведу идеје Франсиска Ферера и Петра Кропоткина. Покрет су неко време победнички бољшевици толерисали као својеврсни експеримент, али су 1921. године након Кронштатског устанка схваћени као превелика опасност по новом режиму.
Махновшчина је у каснијим деценијама постала предметом занимања као један од дуготрајнијих (и самим тиме релативно успешних) покушаја да се анархистичке идеје спроведу у пракси. У најновије време се, пак, израз "Махновшчина" користи у контексту рата у источној Украјини, односно као погрдан израз за паравојне формације проруских сепаратиста и њихову наводну склоност пљачки и недисциплини.